# 1. Division 1936-1937
La 1. Division 1936-1937 è stata la 27ª edizione della seconda serie del campionato lussemburghese di calcio. La stagione è iniziata il 6 settembre 1936 ed è terminata il 13 giugno 1937. Le squadre AS Differdange e The National Schifflange hanno raggiunto la promozione in Division d'Honneur 1937-1938.

## Stagione

### Formula
2 punti alla vittoria, un punto al pareggio, nessun punto alla sconfitta.
Le 10 squadre partecipanti si affrontano in un girone di andata e ritorno, per un totale di 18 giornate.

Le prime due classificate sono promosse direttamente in Division d'Honneur. Le ultime tre classificate sono retrocesse direttamente in Promotion.

## Classifica finale
|  | Pos. | Squadra                  | Pt | G  | V  | N | P  | GF | GS | DR   |
|  | ---- | ------------------------ | -- | -- | -- | - | -- | -- | -- | ---- |
|  | 1.   | Differdange              | 32 | 18 | 15 | 2 | 1  | 74 | 20 | +54. |
|  | 2.   | The National Schifflange | 27 | 18 | 12 | 3 | 3  | 58 | 19 | +39. |
|  | 3.   | Chiers Rodange           | 26 | 18 | 12 | 2 | 4  | 57 | 28 | +29. |
|  | 4.   | Remich                   | 20 | 18 | 8  | 4 | 6  | 42 | 38 | +4.  |
|  | 5.   | Avenir Beggen            | 18 | 18 | 7  | 4 | 7  | 33 | 40 | -7.  |
|  | 6.   | Rumelange                | 18 | 18 | 7  | 4 | 7  | 32 | 45 | -13. |
|  | 7.   | Tetange                  | 15 | 18 | 6  | 3 | 9  | 36 | 46 | -10. |
|  | 8.   | Mansfeldia Clausen       | 13 | 1  | 4  | 5 | 9  | 29 | 59 | -21. |
|  | 9.   | Pétange                  | 4  | 18 | 4  | 0 | 14 | 28 | 47 | -19. |
|  | 10.  | The Belval Belvaux       | 0  | 18 | 0  | 0 | 18 | 11 | 76 | -65. |

Legenda:

      Promosse in Ehrendivision 1936-1937

      Retrocesse in Promotion 1936-1937

### Calendario
| Andata (1ª) | Andata (1ª) | Prima giornata            | Ritorno (10ª) | Ritorno (10ª) |
|             |             |                           |               |               |
| 6 set. 1936 | 4-1         | AS Differdange-Mansfeldia | 2-0           | 13 dic. 1936  |
| 6 set. 1936 | 2-1         | Belval-Tetange            | 1-5           | 13 dic. 1936  |
| 6 set. 1936 | 6-1         | Chiers-Rumelange          | 2-0           | 13 dic. 1936  |
| 6 set. 1936 | 3-2         | National-Avenir           | 0-2           | 13 dic. 1936  |
| 6 set. 1936 | 5-2         | Remich-Petange            | 1-0           | 13 dic. 1936  |

| Andata (2ª)  | Andata (2ª) | Seconda giornata         | Ritorno (11ª) | Ritorno (11ª) |
|              |             |                          |               |               |
| 13 set. 1936 | 1-1         | Avenir-Remich            | 1-4           | 4 gen. 1937   |
| 13 set. 1936 | 2-1         | Mansfeldia-Belval        | 2-0           | 4 gen. 1937   |
| 13 set. 1936 | 1-5         | Rumelange-AS Differdange | 1-7           | 4 gen. 1937   |
| 13 set. 1936 | 1-3         | Tetange-National         | 1-4           | 4 gen. 1937   |
| 13 set. 1936 | 1-3         | Petange-Chiers           | 1-1           | 4 apr. 1937   |

| Andata (3ª)  | Andata (3ª) | Terza giornata         | Ritorno (12ª) | Ritorno (12ª) |
|              |             |                        |               |               |
| 20 set. 1936 | 5-2         | AS Differdange-Petange | 3-1           | 10 gen. 1937  |
| 20 set. 1936 | 2-2         | Avenir-Tetange         | 3-0           | 10 gen. 1937  |
| 20 set. 1936 | 0-2         | Belval-Rumelange       | 0-2           | 10 gen. 1937  |
| 20 set. 1936 | 3-1         | Remich-Chiers          | 2-4           | 10 gen. 1937  |
| 20 set. 1936 | 0-0         | National-Mansfeldia    | 2-2           | 10 gen. 1937  |

| Andata (4ª)  | Andata (4ª) | Quarta giornata       | Ritorno (13ª) | Ritorno (13ª) |
|              |             |                       |               |               |
| 11 ott. 1936 | 1-1         | Chiers-Avenir         | 3-1           | 17 gen. 1937  |
| 11 ott. 1936 | 5-0         | Mansfeldia-Tetange    | 1-2           | 17 gen. 1937  |
| 11 ott. 1936 | 2-1         | Petange-Belval        | 2-1           | 17 gen. 1937  |
| 11 ott. 1936 | 2-3         | Remich-AS Differdange | 2-9           | 17 gen. 1937  |
| 11 ott. 1936 | 1-4         | Rumelange-National    | 2-5           | 17 gen. 1937  |

| Andata (5ª)  | Andata (5ª) | Quinta giornata       | Ritorno (14ª) | Ritorno (14ª) |
|              |             |                       |               |               |
| 25 ott. 1936 | 1-3         | AS Differdange-Chiers | 1-0           | 24 gen. 1937  |
| 25 ott. 1936 | 1-1         | Avenir-Mansfeldia     | 2-3           | 24 gen. 1937  |
| 25 ott. 1936 | 1-3         | Belval-Remich         | 0-5           | 24 gen. 1937  |
| 25 ott. 1936 | 4-1         | National-Petange      | 1-0           | 24 gen. 1937  |
| 25 ott. 1936 | 2-2         | Tetange-Rumelange     | 2-2           | 24 gen. 1937  |

| Andata (6ª)  | Andata (6ª) | Sesta giornata        | Ritorno (15ª) | Ritorno (15ª) |
|              |             |                       |               |               |
| 15 nov. 1936 | 0-1         | Petange-Tetange       | 0-1           | 1 feb. 1937   |
| 15 nov. 1936 | 2-2         | Rumelange-Mansfeldia  | 5-3           | 1 feb. 1937   |
| 15 nov. 1936 | 10-0        | AS Differdange-Avenir | 5-2           | 18 apr. 1937  |
| 15 nov. 1936 | 5-0         | Chiers-Belval         | 9-1           | 2 mag. 1937   |
| 15 nov. 1936 | 1-1         | National-Remich       | 3-0           | 2 mag. 1937   |

| Andata (7ª)  | Andata (7ª) | Settima giornata      | Ritorno (16ª) | Ritorno (16ª) |
|              |             |                       |               |               |
| 22 nov. 1936 | 0-7         | Belval-AS Differdange | 3-5           | 14 feb. 1937  |
| 22 nov. 1936 | 2-4         | Mansfeldia-Petange    | 4-2           | 14 feb. 1937  |
| 22 nov. 1936 | 4-2         | National-Chiers       | -             | 14 feb. 1937  |
| 22 nov. 1936 | 2-2         | Tetange-Remich        | 2-4           | 18 apr. 1937  |
| 22 nov. 1936 | 1-0         | Avenir-Rumelange      | 2-3           | 2 mag. 1937   |

| Andata (8ª)  | Andata (8ª) | Ottava giornata         | Ritorno (17ª) | Ritorno (17ª) |
|              |             |                         |               |               |
| 29 nov. 1936 | 1-0         | AS Differdange-National | 1-1           | 28 feb. 1937  |
| 29 nov. 1936 | 0-1         | Belval-Avenir           | 3-3           | 28 feb. 1937  |
| 29 nov. 1936 | 3-1         | Chiers-Tetange          | 1-1           | 28 feb. 1937  |
| 29 nov. 1936 | 1-2         | Petange-Rumelange       | 1-2           | 28 feb. 1937  |
| 29 nov. 1936 | 5-1         | Remich-Mansfeldia       | 0-2           | 28 feb. 1937  |

| Andata (9ª)  | Andata (9ª) | Nona giornata          | Ritorno (18ª) | Ritorno (18ª) |
|              |             |                        |               |               |
| 2 mag. 1937  | 5-1         | Avenir-Petange         | 3-2           | 7 mar. 1937   |
| 2 mag. 1937  | 0-3         | Tetange-AS Differdange | 2-2           | 7 mar. 1937   |
| 2 mag. 1937  | 3-4         | Mansfeldia-Chiers      | 1-6           | 18 apr. 1937  |
| 14 mar. 1937 | 3-0-        | Rumelange-Remich       | -             | 18 apr. 1937  |
| 18 apr. 1937 | 9-0         | National-Belval        | 11-0          | 7 mar. 1937   |